# Lothar August Maier
Lothar August Maier (* 20. Juni 1941 in Würzburg) ist ein deutscher Historiker.

## Leben
Er studierte Geschichte, Anglistik und Politikwissenschaft an der Universität Heidelberg. Er promovierte 1975 in Heidelberg im Fach Osteuropäische Geschichte und habilitierte sich 1985 ebenda (Venia legendi zur „Geschichte Ost- und Südosteuropas“). Von 1986 bis 2006 lehrte er als Professor für neuere und neuste Geschichte Osteuropas an der Universität Münster.

## Schriften (Auswahl)
- Rumänien auf dem Weg zur Unabhängigkeitserklärung 1866–1877. Schein und Wirklichkeit liberaler Verfassung und staatlicher Souveränität. München 1989, ISBN 3-486-55171-X.
- Bündnispolitik und revolutionäre Krise. Zu einigen Aspekten der britisch-russischen Beziehungen 1917. Frankfurt am Main 1994, ISBN 3-89349-687-4.